# Municipio de Hinckley (Minnesota)
El municipio de Hinckley (en inglés: Hinckley Township) es un municipio ubicado en el condado de Pine en el estado estadounidense de Minnesota. En el año 2010 tenía una población de 806 habitantes y una densidad poblacional de 8,74 personas por km².

## Geografía
El municipio de Hinckley se encuentra ubicado en las coordenadas 46°1′33″N 93°0′45″O / 46.02583, -93.01250. Según la Oficina del Censo de los Estados Unidos, el municipio tiene una superficie total de 92.26 km², de la cual 92,25 km² corresponden a tierra firme y (0,01 %) 0,01 km² es agua.

## Demografía
Según el censo de 2010, había 806 personas residiendo en el municipio de Hinckley. La densidad de población era de 8,74 hab./km². De los 806 habitantes, el municipio de Hinckley estaba compuesto por el 95,53 % blancos, el 0,37 % eran afroamericanos, el 1,99 % eran amerindios, el 0,12 % eran asiáticos, el 0,12 % eran de otras razas y el 1,86 % eran de una mezcla de razas. Del total de la población el 2,11 % eran hispanos o latinos de cualquier raza.